# Jason Isaacs
Jason Isaacs (sinh ngày 6 tháng 6 năm 1963) là nam diễn viên người Anh. Ông được biết tới qua nhiều vai nổi tiếng như William Tavington trong phim The Patriot (2000), Michael D. Steele trong Black Hawk Down (2001), Lucius Malfoy trong sê-ri Harry Potter (2002–2011), Thuyền trưởng Hook trong Peter Pan (2003), James Wolfe trong Battle of the Brave (2004), Antonio Pérez trong The Escorial Conspiracy (2007), Georgy Zhukov trong The Death of Stalin (2017), John Godfrey trong Operation Mincemeat (2021).
Ở lĩnh vực truyền hình, ông từng đóng các vai Dr. Hunter Aloysius "Hap" Percy trong sê-ri The OA (2016–2019, Netflix), Gabriel Lorca trong Star Trek: Discovery (2017–2018).
Ông lồng tiếng cho các nhân vật Admiral Zhao trong Avatar: The Last Airbender mùa một (2005) và The Legend of Korra mùa hai (2013), the Grand Inquisitor / Sentinel trong Star Wars Rebels (2014–2016), Lord Enver Gortash trong trò chơi điện tử Baldur's Gate 3 (2023), Eminence trong What If...? mùa ba (2024).